# Markus Jaursch
Markus Jaursch (* 24. Januar 1965 in Augsburg) ist ein deutscher Maler.

## Leben
Von 1987 bis 1995 studierte Jaursch an der Akademie der Bildenden Künste München. Nach einer abstrakten Phase Mitte der 1990er Jahre wandte er sich nach 2000 der gegenständlich-figurativen Malerei zu. Bei seiner aus mittlerweile über 1000 Bildern bestehenden konzeptuellen Arbeit zum Thema „Sehnsucht“, dem Leitmotiv seiner Bilder, arbeitet er heute in einem gegenständlich-surrealen Stil, der von einer offenen, sehr malerischen Pinselführung geprägt ist. Seine Arbeiten wurden deutschlandweit, z. B. in München und Berlin, ausgestellt und sind auch international zu sehen. Markus Jaursch lebt und arbeitet in Passau, Niederbayern.

## Einzelausstellungen (Auswahl)
- 1993 „The invisible horror of infinity“, (Künstlerhaus Lothringerstraße, München)
- 2000 „Sie sehen Flecken und Scheiben“, (Künstlerhaus der Stadt Ulm)
- 2010 „Voir – Sehen“, (Kunstverein Passau)
- 2016 „Blasen hinter der Tapete“, (Oberösterreichische Landesgalerie im Kubin-Haus, Zwickledt)
- 2017 „Utopias Gleichgewicht“, (Galerie Horst Stauber, Passau)
- 2019 „Die Kunst der Akt- und Porträtzeichnung“, (Kubin-Haus, Zwickledt)
- 2019 „Astronauten“, (Galerie Horst Stauber, Passau)

## Sammelausstellungen (Auswahl)
- 1993 „Bilderfolgen“, Stadtmuseum Waldkraiburg
- 1993 „Interartionale“, Bohus Center, Augsburg
- 1996 „simultan und interkontinental, Dakar, Nara, Melbourne, Hyderabad, New York, Caracas“
- 1998 „14 Künstler – 14 Räume“, Kulturpakt der Stadt Schweinfurt
- 2005 „Magistrorum et discipulorum“, Kunstverein Passau
- 2014 „wolkenschauen“, Neue Galerie Landshut,
- 2016 Galerie Leiß, Hamburg
- 2019 „‘A Collection of Art“, (Rene Holm's Salon Berlin)

## Förderungen
- Ernst Pietsch Stiftung, Deggendorf, 2010
- Erwin und Gisela von Steiner-Stiftung, München, 2018

## Veröffentlichungen
- Markus Jaursch: Silver Ships. Verlag Monumente und Menschen, Berlin, Hamburg 2020, ISBN 978-3-949034-09-1.

## Texte
- Harald Kreijci, Belvedere Wien: „Über den Ursprung der Malerei“, 1997 in „Printed Matter“, ISBN 3-927258-55-5
- Margit Ruile: Eine kleine Unendlichkeit, 2010, ISBN 978-3-86328-100-7
- Christoph Strobl, Graphische Sammlung München, Zwei im Schloß, 2016, ISBN 978-3-00-052504-9